# Bryggens Museum
Bryggens Museum er et kulturhistorisk museum i Bergen, der beskæftiger sig med de historiske træbygninger kaldet Bryggen. Det er en del af Bymuseet i Bergen
Erling Dekke Næss’ Institutt for Middelalder-arkeologi stod færdig i 1976. Arkitekt var Øivind Maurseth, som også har tegnet SAS-hotellet, som ligger lige ved museet. Bygningerne er rejst på brandtomten efter branden på Bryggen i 1955. Her fandtes rester fra Bryggens grundlæggelse, som blev afdækket ved arkæologiske udgravninger på brandtomten. Disse danner basis for museet og kan ses i den permanente udstilling og inkluderer bl.a. Bryggeskibet. Museet har også skiftende udstillinger.
Bryggens Museum blev tildelt arkitekturprisen Betongtavlen i 1980.